# Gualdino Mauro
Gualdino Mauro dos Santos Barreto, noto semplicemente come Gualdino Mauro (São Tomé, 13 luglio 2000), è un calciatore saotomense, centrocampista svincolato della nazionale saotomense.

## Caratteristiche tecniche
È un centrocampista offensivo.

## Carriera

### Nazionale
Il 18 novembre 2019 ha esordito con la nazionale saotomense disputando l'incontro di qualificazione per la Coppa d'Africa 2021 perso 1-0 contro il Ghana.

## Statistiche
Statistiche aggiornate al 30 dicembre 2019.

### Cronologia presenze e reti in nazionale
| Cronologia completa delle presenze e delle reti in nazionale ― São Tomé e Príncipe | Cronologia completa delle presenze e delle reti in nazionale ― São Tomé e Príncipe | Cronologia completa delle presenze e delle reti in nazionale ― São Tomé e Príncipe | Cronologia completa delle presenze e delle reti in nazionale ― São Tomé e Príncipe | Cronologia completa delle presenze e delle reti in nazionale ― São Tomé e Príncipe | Cronologia completa delle presenze e delle reti in nazionale ― São Tomé e Príncipe | Cronologia completa delle presenze e delle reti in nazionale ― São Tomé e Príncipe | Cronologia completa delle presenze e delle reti in nazionale ― São Tomé e Príncipe |
| Data                                                                               | Città                                                                              | In casa                                                                            | Risultato                                                                          | Ospiti                                                                             | Competizione                                                                       | Reti                                                                               | Note                                                                               |
| ---------------------------------------------------------------------------------- | ---------------------------------------------------------------------------------- | ---------------------------------------------------------------------------------- | ---------------------------------------------------------------------------------- | ---------------------------------------------------------------------------------- | ---------------------------------------------------------------------------------- | ---------------------------------------------------------------------------------- | ---------------------------------------------------------------------------------- |
| 18-11-2019                                                                         | São Tomé                                                                           | São Tomé e Príncipe                                                                | 1 – 0                                                                              | Ghana                                                                              | Qual. Coppa d'Africa 2021                                                          | -                                                                                  | 76’                                                                                |
| Totale                                                                             |                                                                                    | Presenze                                                                           | 1                                                                                  |                                                                                    | Reti                                                                               | 0                                                                                  |                                                                                    |